# Liste der geschützten Landschaftsbestandteile im Kreis Paderborn
Die Liste der geschützten Landschaftsbestandteile im Kreis Paderborn führt die geschützten Landschaftsbestandteile im Kreis Paderborn in Nordrhein-Westfalen auf.

## Geschützte Landschaftsbestandteile

### Altenbeken
Im Landschaftsplan „Altenbeken“ werden folgende Objekte angegeben:
| Bild | Nummer | Bezeichnung                                          | Lage                        | Bemerkung |
| ---- | ------ | ---------------------------------------------------- | --------------------------- | --------- |
|      | 1      | Hainbuchengruppe an Quellbereich nördlich Altenbeken | 51° 46′ 24″ N, 8° 56′ 59″ O |           |
|      | 2      | Obstbaumreihe westlich Altenbeken                    | 51° 45′ 34″ N, 8° 55′ 12″ O |           |
|      | 3      | Buchenallee westlich Buke                            | 51° 44′ 23″ N, 8° 56′ 13″ O |           |
|      | 4      | Magerweidenkomplex am Limberg                        | 51° 43′ 37″ N, 8° 56′ 25″ O |           |
|      | 5      | Gemischte Allee westlich Schwaney                    | 51° 43′ 16″ N, 8° 55′ 7″ O  |           |
|      | 6      | Obstweide westlich Schwaney                          | 51° 42′ 56″ N, 8° 55′ 33″ O |           |

### Bad Lippspringe
Im Landschaftsplan „Paderborn-Lippspringe“ werden folgende Objekte angegeben:
| Bild | Nummer | Bezeichnung                                                 | Lage                          | Bemerkung |
| ---- | ------ | ----------------------------------------------------------- | ----------------------------- | --------- |
|      | 1      | Hohlweg in der Meierbreite                                  | Koordinaten fehlen! Hilf mit. |           |
|      | 2      | Quelle und Bachlauf mit Gehölzstreifen bei Gut Dedinghausen | Koordinaten fehlen! Hilf mit. |           |
|      | 4      | Obstbaumbestand an der Heimatstraße                         | Koordinaten fehlen! Hilf mit. |           |
|      | 5      | Steinbeke                                                   | Koordinaten fehlen! Hilf mit. |           |
|      | 6      | Baumgruppe an der Lindenkapelle                             | 51° 46′ 21″ N, 8° 50′ 5″ O    |           |
|      | 7      | Steinbrüche im Steinbeketal                                 | Koordinaten fehlen! Hilf mit. |           |
|      | 13     | Wäldchen am Neuhäuser Weg                                   | Koordinaten fehlen! Hilf mit. |           |
|      | 14     | Feuchtgrünland am Hof Osenburg                              | Koordinaten fehlen! Hilf mit. |           |
|      | 15     | Obstbaumbestand am Lindenweg                                | Koordinaten fehlen! Hilf mit. |           |
|      | 36     | Laubwäldchen und Gehölzbestände am Redinger Hof             | Koordinaten fehlen! Hilf mit. |           |

Im Landschaftsplan „Sennelandschaft“ werden folgende Objekte angegeben:
| Bild | Nummer | Bezeichnung                                                                  | Lage                          | Bemerkung |
| ---- | ------ | ---------------------------------------------------------------------------- | ----------------------------- | --------- |
|      | 52     | Grünfläche mit Kiefernwäldchen und Zwergstrauchheide an der Detmolder Straße | Koordinaten fehlen! Hilf mit. |           |

### Bad Wünnenberg
Im Landschaftsplan „Büren-Wünnenberg“ werden folgende Objekte angegeben:
| Bild | Nummer | Bezeichnung                         | Lage                          | Bemerkung |
| ---- | ------ | ----------------------------------- | ----------------------------- | --------- |
|      | 8      | Halbtrockenrasen am Zinsdorfer Berg | Koordinaten fehlen! Hilf mit. |           |
|      | 14     | Gehölzstreifen im Mühlenfeld        | Koordinaten fehlen! Hilf mit. |           |
|      | 15     | Gehölzstreifen am Kurhagen          | Koordinaten fehlen! Hilf mit. |           |
|      | 16     | Baumreihe aus Linden am Pellenberg  | Koordinaten fehlen! Hilf mit. |           |
|      | 17     | Kramerwiese                         | Koordinaten fehlen! Hilf mit. |           |
|      | 18     | Gehölzstreifen im Rothebusch        | Koordinaten fehlen! Hilf mit. |           |
|      | 19     | Hecke bei Gut Wohlbedacht           | Koordinaten fehlen! Hilf mit. |           |
|      | 20     | Feldgehölz bei Gut Wohlbedacht      | Koordinaten fehlen! Hilf mit. |           |
|      | 21     | Feuchtbiotop bei Gut Wohlbedacht    | Koordinaten fehlen! Hilf mit. |           |
|      | 22     | Quellarme der Nette                 | Koordinaten fehlen! Hilf mit. |           |

### Büren
Im Landschaftsplan „Bürener Almetal“ werden folgende Objekte angegeben:
| Bild | Nummer | Bezeichnung                               | Lage                          | Bemerkung |
| ---- | ------ | ----------------------------------------- | ----------------------------- | --------- |
|      | 1      | Baumreihe an der L 637                    | Koordinaten fehlen! Hilf mit. |           |
|      | 2      | Allee an der L 749                        | Koordinaten fehlen! Hilf mit. |           |
|      | 3      | Gehölzstreifen an der L 637               | Koordinaten fehlen! Hilf mit. |           |
|      | 4      | Hecken an der L 637                       | Koordinaten fehlen! Hilf mit. |           |
|      | 5      | Hecke südwestlich des Flughafens          | Koordinaten fehlen! Hilf mit. |           |
|      | 6      | Feldgehölze am Alten Hellweg              | Koordinaten fehlen! Hilf mit. |           |
|      | 8      | Obstbaumbestand am Hof Tiggstraße Nr. 18  | Koordinaten fehlen! Hilf mit. |           |
|      | 9      | Obstbaumbestand am Schokamp               | Koordinaten fehlen! Hilf mit. |           |
|      | 10     | Obstbaumreihe In der Laake                | Koordinaten fehlen! Hilf mit. |           |
|      | 11     | Lindenallee an der L 751                  | Koordinaten fehlen! Hilf mit. |           |
|      | 12     | Baumbestand am Gut Böddeken               | Koordinaten fehlen! Hilf mit. |           |
|      | 13     | Quellen und Fließgewässer im Mühlengrund  | Koordinaten fehlen! Hilf mit. |           |
|      | 14     | Quelle und Fließgewässer im Henrichshohl  | Koordinaten fehlen! Hilf mit. |           |
|      | 15     | Baumbestand am Hof Mollerus               | Koordinaten fehlen! Hilf mit. |           |
|      | 16     | Baumreihe am Markweg                      | Koordinaten fehlen! Hilf mit. |           |
|      | 18     | Graben und Gehölzstreifen im Markfeld     | Koordinaten fehlen! Hilf mit. |           |
|      | 19     | Alte Eisenbahn                            | Koordinaten fehlen! Hilf mit. |           |
|      | 20     | Kopfbaumreihe am Triftweg                 | Koordinaten fehlen! Hilf mit. |           |
|      | 21     | Gehölzstreifen Linnenstücker Feld         | Koordinaten fehlen! Hilf mit. |           |
|      | 22     | Quirmeke                                  | Koordinaten fehlen! Hilf mit. |           |
|      | 23     | Quellen und Fließgewässer im Booklied     | Koordinaten fehlen! Hilf mit. |           |
|      | 24     | Obstbaumreihen südlich Wewelsburg         | Koordinaten fehlen! Hilf mit. |           |
|      | 25     | Deubelsbieke                              | Koordinaten fehlen! Hilf mit. |           |
|      | 26     | Gehölzstreifen im Siekerfeld              | Koordinaten fehlen! Hilf mit. |           |
|      | 27     | Gehölzstreifen Klus                       | Koordinaten fehlen! Hilf mit. |           |
|      | 29     | Weide mit Eichen in Eickhoff              | Koordinaten fehlen! Hilf mit. |           |
|      | 30     | Erdfall In der Klus                       | Koordinaten fehlen! Hilf mit. |           |
|      | 31     | Wäldchen am Kapellenberg                  | Koordinaten fehlen! Hilf mit. |           |
|      | 32     | Seitengewässer des Ahdener Grundes        | Koordinaten fehlen! Hilf mit. |           |
|      | 33     | Ehemaliger Steinbruch an der L 747        | Koordinaten fehlen! Hilf mit. |           |
|      | 34     | Erlenschlag                               | Koordinaten fehlen! Hilf mit. |           |
|      | 35     | Magergrünland östlich Domentalsweg        | Koordinaten fehlen! Hilf mit. |           |
|      | 36     | Obstbaumbestände am Haterbusch            | Koordinaten fehlen! Hilf mit. |           |
|      | 37     | Halbtrockenrasen am Schwalenberg          | Koordinaten fehlen! Hilf mit. |           |
|      | 38     | Halbtrockenrasenkomplex am Segelflugplatz | Koordinaten fehlen! Hilf mit. |           |
|      | 39     | Magergrünland im Domental                 | Koordinaten fehlen! Hilf mit. |           |
|      | 40     | Halbtrockenrasen am Bornefeld             | Koordinaten fehlen! Hilf mit. |           |
|      | 41     | Ehemaliger Steinbruch im Domental         | Koordinaten fehlen! Hilf mit. |           |
|      | 42     | Obstbaumbestand bei Keddinghausen         | Koordinaten fehlen! Hilf mit. |           |
|      | 43     | Magergrünland in Keddinghausen            | Koordinaten fehlen! Hilf mit. |           |
|      | 44     | Magergrünland am Fahnenstieh              | Koordinaten fehlen! Hilf mit. |           |
|      | 45     | Musikantenecke                            | Koordinaten fehlen! Hilf mit. |           |

Im Landschaftsplan „Büren-Wünnenberg“ werden folgende Objekte angegeben:
| Bild | Nummer | Bezeichnung                                                    | Lage                          | Bemerkung |
| ---- | ------ | -------------------------------------------------------------- | ----------------------------- | --------- |
|      | 1      | Gehölzstreifen am Hornweg                                      | Koordinaten fehlen! Hilf mit. |           |
|      | 2      | Buchenreihe und Gehölzstreifen am Eintalsweg                   | Koordinaten fehlen! Hilf mit. |           |
|      | 3      | Ahornreihe auf dem Oberfeld                                    | Koordinaten fehlen! Hilf mit. |           |
|      | 4      | Ahornreihe am Siddinghäuser Weg mit Baumgruppe am Menken-Kreuz | Koordinaten fehlen! Hilf mit. |           |
|      | 5      | Laubbaumgruppe und 2 Obstwiesen am Hof Kaup-Mische             | Koordinaten fehlen! Hilf mit. |           |
|      | 6      | Laubbaumgruppe und Obstbäume am Hof Rüther                     | Koordinaten fehlen! Hilf mit. |           |
|      | 7      | Erlenwald im Mertenstal                                        | Koordinaten fehlen! Hilf mit. |           |
|      | 9      | Baumreihe aus Obstbäumen und Linden im Hönkerfeld              | Koordinaten fehlen! Hilf mit. |           |
|      | 10     | Obstwiese nördlich von Weiberg                                 | Koordinaten fehlen! Hilf mit. |           |
|      | 11     | Birkenallee bei Volbrexen                                      | Koordinaten fehlen! Hilf mit. |           |
|      | 12     | Baumreihe am Zufahrtsweg zum Gut Volbrexen                     | Koordinaten fehlen! Hilf mit. |           |
|      | 13     | Baumreihe und Gehölzstreifen bei Gut Volbrexen                 | Koordinaten fehlen! Hilf mit. |           |

### Hövelhof
Im Landschaftsplan „Sennelandschaft“ werden folgende Objekte angegeben:
| Bild           | Nummer | Bezeichnung                                                | Lage                          | Bemerkung |
| -------------- | ------ | ---------------------------------------------------------- | ----------------------------- | --------- |
|                | 1      | Sennebach mit Ufergehölz                                   | Koordinaten fehlen! Hilf mit. |           |
|                | 2      | Furlbachaue                                                | Koordinaten fehlen! Hilf mit. |           |
|                | 3      | Dünen mit Dünenwäldchen am Rehsprung                       | Koordinaten fehlen! Hilf mit. |           |
|                | 4      | Farnreiche Hecken am Rixelweg                              | Koordinaten fehlen! Hilf mit. |           |
|                | 6      | Baumreihe aus Eichen und Buchen in Neuenriege              | Koordinaten fehlen! Hilf mit. |           |
|                | 7      | Emsaue                                                     | Koordinaten fehlen! Hilf mit. |           |
|                | 8      | Kopfbaumreihe aus Weiden                                   | Koordinaten fehlen! Hilf mit. |           |
|                | 9      | Hallerbachaue                                              | Koordinaten fehlen! Hilf mit. |           |
|                | 10     | Hecke und Laubwäldchen südlich der Emssiedlung             | Koordinaten fehlen! Hilf mit. |           |
|                | 11     | Düne mit Dünenwald am Emser Kirchweg I                     | 51° 50′ 12″ N, 8° 40′ 32″ O   |           |
| weitere Bilder | 12     | Düne mit Dünenwald am Emser Kirchweg II                    | 51° 50′ 2″ N, 8° 40′ 26″ O    |           |
| weitere Bilder | 13     | Holtebach                                                  | Koordinaten fehlen! Hilf mit. |           |
|                | 14     | Alkenbrinkdüne mit vorgelagertem Grünland                  | Koordinaten fehlen! Hilf mit. |           |
|                | 15     | Hecke mit 3 Eichen südlich Alkenbrink                      | Koordinaten fehlen! Hilf mit. |           |
|                | 16     | Gewässerlauf am Grünen Weg                                 | Koordinaten fehlen! Hilf mit. |           |
|                | 17     | Eichenbaumgruppe Grüner Weg Nr. 22                         | Koordinaten fehlen! Hilf mit. |           |
|                | 18     | Eichenbaumgruppe Grüner Weg Nr. 15                         | Koordinaten fehlen! Hilf mit. |           |
|                | 19     | Hecke südlich der Windthorststraße                         | Koordinaten fehlen! Hilf mit. |           |
|                | 20     | Eichenbaumgruppe auf dem Hof Delbrücker Straße 40/42       | 51° 49′ 4″ N, 8° 38′ 41″ O    |           |
|                | 22     | Hecke zwischen Delbrücker Straße und Im Bruch              | 51° 49′ 2″ N, 8° 39′ 3″ O     |           |
|                | 23     | Erlenwäldchen zwischen Bruchweg und Delbrücker Straße      | 51° 48′ 55″ N, 8° 39′ 2″ O    |           |
|                | 24     | Eichenbaumgruppe am Hof Delbrücker Straße 11               | 51° 49′ 2″ N, 8° 39′ 7″ O     |           |
|                | 25     | Baumgruppe aus Eichen und Birken am Bruchweg               | Koordinaten fehlen! Hilf mit. |           |
|                | 26     | Eichenbaumgruppe am Dullwallsweg                           | Koordinaten fehlen! Hilf mit. |           |
|                | 27     | Hecke am Dullwallsweg                                      | Koordinaten fehlen! Hilf mit. |           |
|                | 28     | Hecke zwischen Dullwallsweg und Krollbach-West             | Koordinaten fehlen! Hilf mit. |           |
|                | 29     | Hecke zwischen Dullwallsweg und Krollbach-Ost              | Koordinaten fehlen! Hilf mit. |           |
|                | 30     | Kiefernwäldchen am Wilhörster Teich                        | Koordinaten fehlen! Hilf mit. |           |
|                | 31     | Eichenbaumgruppe zwischen Birkenweg und Lerchenstraße      | Koordinaten fehlen! Hilf mit. |           |
|                | 32     | Laubwäldchen und Baumgruppe am Hollandsweg                 | Koordinaten fehlen! Hilf mit. |           |
|                | 33     | Baumreihe an der Bentlakestraße                            | Koordinaten fehlen! Hilf mit. |           |
|                | 34     | Eichenbaumgruppe an der Bentlakestraße                     | Koordinaten fehlen! Hilf mit. |           |
|                | 35     | Krollbachaltlauf in Hövelhof                               | 51° 49′ 20″ N, 8° 40′ 17″ O   |           |
|                | 36     | Eichenbaumgruppe an der Staumühler Straße                  | Koordinaten fehlen! Hilf mit. |           |
|                | 37     | Eichenbaumgruppe am Zührer Weg                             | Koordinaten fehlen! Hilf mit. |           |
|                | 38     | Kopfweidenreihe westlich des Rotheweges                    | Koordinaten fehlen! Hilf mit. |           |
|                | 39     | Laubwäldchen und Lindenbaumgruppe am Mergelweg             | Koordinaten fehlen! Hilf mit. |           |
|                | 40     | Eichenbaumgruppe am Mergelweg                              | Koordinaten fehlen! Hilf mit. |           |
|                | 41     | Kiefernaltbestand am Mergelweg                             | Koordinaten fehlen! Hilf mit. |           |
|                | 42     | Eichen- und Birken-Baumgruppe südlich der Bentlakesiedlung | Koordinaten fehlen! Hilf mit. |           |
|                | 43     | Hofeichenbestand am Hof Mergelweg 20                       | Koordinaten fehlen! Hilf mit. |           |
|                | 44     | Linden-Baumgruppe am Hof Lakeweg Nr. 33                    | Koordinaten fehlen! Hilf mit. |           |
|                | 45     | Laubwäldchen und Eichenbaumgruppe am Sandweg               | Koordinaten fehlen! Hilf mit. |           |
|                | 46     | Hecke Lakeweg/Sandweg                                      | Koordinaten fehlen! Hilf mit. |           |
|                | 47     | Eichenbaumgruppen am Hof Bentlakestraße 65 a               | Koordinaten fehlen! Hilf mit. |           |
|                | 48     | Eichenallee am Lakeweg                                     | Koordinaten fehlen! Hilf mit. |           |
|                | 49     | Hecken am Lakeweg                                          | Koordinaten fehlen! Hilf mit. |           |
|                | 50     | Haustenbachaue                                             | 51° 48′ 16″ N, 8° 41′ 36″ O   |           |
|                | 51     | Hecken nördlich der Brandenburger Straße                   | Koordinaten fehlen! Hilf mit. |           |

### Lichtenau
Im Landschaftsplan „Lichtenau“ werden folgende Objekte angegeben:
| Bild           | Nummer | Bezeichnung                                         | Lage                          | Bemerkung |
| -------------- | ------ | --------------------------------------------------- | ----------------------------- | --------- |
|                | 1      | Grünland-Gebüschkomplex nordwestlich Reischlagsberg | Koordinaten fehlen! Hilf mit. |           |
|                | 2      | Erdfall mit Feldgehölz                              | Koordinaten fehlen! Hilf mit. |           |
|                | 3      | Erdfall Henneckes Kuhle                             | Koordinaten fehlen! Hilf mit. |           |
|                | 4      | Hang östlich Reischlagsberg                         | Koordinaten fehlen! Hilf mit. |           |
|                | 5      | Baumreihe an der Kreisstraße 11                     | Koordinaten fehlen! Hilf mit. |           |
|                | 6      | Obstwiese und Gebüschkomplex nördlich von Herbram   | Koordinaten fehlen! Hilf mit. |           |
|                | 7      | Talzug Emderbach mit Quelle                         | Koordinaten fehlen! Hilf mit. |           |
|                | 8      | Gehölzstreifen westlich Asseln                      | Koordinaten fehlen! Hilf mit. |           |
|                | 9      | Obstwiese Ludwigskrug                               | Koordinaten fehlen! Hilf mit. |           |
|                | 10     | Gehölzstreifen Buchhorn                             | Koordinaten fehlen! Hilf mit. |           |
|                | 11     | Stöckerbuschberg                                    | Koordinaten fehlen! Hilf mit. |           |
|                | 12     | Obstwiese am Iggenhauser Weg                        | Koordinaten fehlen! Hilf mit. |           |
|                | 13     | Allee an der Kreisstraße 12                         | Koordinaten fehlen! Hilf mit. |           |
|                | 14     | Grünland-Hecken-Komplex mit Wacholder               | Koordinaten fehlen! Hilf mit. |           |
|                | 15     | Doline mit Feldgehölz nordwestlich Lichtenau        | Koordinaten fehlen! Hilf mit. |           |
|                | 16     | Wüstung Kerkdorp                                    | Koordinaten fehlen! Hilf mit. |           |
|                | 17     | Quellbereich am Schurenberg                         | Koordinaten fehlen! Hilf mit. |           |
|                | 18     | Magerweiden-Hang Schurenberg                        | Koordinaten fehlen! Hilf mit. |           |
|                | 19     | Obstwiese westlich Henglarn                         | Koordinaten fehlen! Hilf mit. |           |
|                | 20     | Obstwiese nördlich Henglarn                         | Koordinaten fehlen! Hilf mit. |           |
| weitere Bilder | 21     | Quellbereich und Teich am Bleichplatz               | 51° 35′ 56″ N, 8° 47′ 2″ O    |           |
|                | 22     | Baumreihe und Linde am Hainberg                     | Koordinaten fehlen! Hilf mit. |           |
|                | 23     | Dissenberg                                          | Koordinaten fehlen! Hilf mit. |           |
|                | 24     | Lindenreihe Gut Sudheim                             | Koordinaten fehlen! Hilf mit. |           |
| weitere Bilder | 25     | Geologischer Aufschluss Alte Eisenbahn              | 51° 36′ 34″ N, 8° 59′ 10″ O   |           |
|                | 26     | Obstwiese südlich Henglarn                          | Koordinaten fehlen! Hilf mit. |           |
|                | 27     | Ahornbestand und Linden an der Margarethenkapelle   | Koordinaten fehlen! Hilf mit. |           |
|                | 28     | Obstwiese westlich Husen                            | Koordinaten fehlen! Hilf mit. |           |
|                | 29     | Baumreihe in Husen                                  | Koordinaten fehlen! Hilf mit. |           |
|                | 30     | Kleingewässer an der Bundesstraße 68                | Koordinaten fehlen! Hilf mit. |           |
|                | 31     | Semberg                                             | Koordinaten fehlen! Hilf mit. |           |
|                | 32     | Reingraben nördlich der Wüstung Versloh             | 51° 33′ 54″ N, 8° 48′ 37″ O   |           |
|                | 33     | Eichengruppe im Piepenbachtal                       | Koordinaten fehlen! Hilf mit. |           |
|                | 34     | Lindengruppe nördlich Dalheim                       | Koordinaten fehlen! Hilf mit. |           |
|                | 35     | Kastanienreihe am Kloster Dalheim                   | Koordinaten fehlen! Hilf mit. |           |
|                | 36     | Eichenhain am Kloster Dalheim                       | Koordinaten fehlen! Hilf mit. |           |
|                | 37     | Lindengruppe am Kloster Dalheim                     | Koordinaten fehlen! Hilf mit. |           |
|                | 38     | Baumgruppe am Kulturdenkmal Turmhügel               | Koordinaten fehlen! Hilf mit. |           |

### Paderborn
Im Landschaftsplan „Paderborn-Bad Lippspringe“ werden folgende Objekte angegeben:
| Bild           | Nummer | Bezeichnung                                                                      | Lage                          | Bemerkung |
| -------------- | ------ | -------------------------------------------------------------------------------- | ----------------------------- | --------- |
|                | 8      | Boker Kanal                                                                      | Koordinaten fehlen! Hilf mit. |           |
|                | 9      | Hofeichenbestand am Hof Kiebitzweg Nr. 15                                        | Koordinaten fehlen! Hilf mit. |           |
|                | 10     | Gehölzstreifen westlich von Sande                                                | Koordinaten fehlen! Hilf mit. |           |
|                | 11     | Hofeichenbestand am Hof Kiebitzweg Nr. 16                                        | Koordinaten fehlen! Hilf mit. |           |
|                | 12     | Graureiher-Brutkolonie am Lippesee                                               | Koordinaten fehlen! Hilf mit. |           |
|                | 17     | Hofeichenbestand am Hof Mühlengrund Nr. 21                                       | Koordinaten fehlen! Hilf mit. |           |
|                | 18     | Eichenbaumgruppe am Obernheideweg                                                | Koordinaten fehlen! Hilf mit. |           |
|                | 19     | Hofeichenbestand am Hof Nesthauser Straße Nr. 99                                 | Koordinaten fehlen! Hilf mit. |           |
|                | 20     | Hofeichenbestand am Hof Nesthauser Straße Nr. 101                                | Koordinaten fehlen! Hilf mit. |           |
|                | 21     | Eichenbaumreihe und Gehölzstreifen in Nesthausen                                 | Koordinaten fehlen! Hilf mit. |           |
|                | 22     | Laubwäldchen im Schloßpark von Schloß Neuhaus                                    | Koordinaten fehlen! Hilf mit. |           |
|                | 23     | Eichenbaumreihen im Nesthauser Bruch                                             | Koordinaten fehlen! Hilf mit. |           |
|                | 24     | Wäldchen im Nesthauser Bruch                                                     | Koordinaten fehlen! Hilf mit. |           |
| weitere Bilder | 25     | Gunne mit Ufergehölzen bei Elsen                                                 | Koordinaten fehlen! Hilf mit. |           |
|                | 26     | Laubwäldchen am Glockenbusch                                                     | Koordinaten fehlen! Hilf mit. |           |
|                | 27     | Eichenbaumreihe am Glockenbusch                                                  | Koordinaten fehlen! Hilf mit. |           |
|                | 28     | Gehölzstreifen mit Gräben im Stadtteil Stadtheide                                | Koordinaten fehlen! Hilf mit. |           |
|                | 29     | Stadtheide (Paderborn)                                                           | 51° 44′ 30″ N, 8° 44′ 42″ O   |           |
|                | 30     | Quellarme des Rothebaches mit Dörnerholz                                         | Koordinaten fehlen! Hilf mit. |           |
|                | 31     | Bergahornallee mit Graben am Belmerweg                                           | Koordinaten fehlen! Hilf mit. |           |
|                | 32     | Gehölzstreifen am Musenberg                                                      | Koordinaten fehlen! Hilf mit. |           |
|                | 33     | Gehölzstreifen am Stoffelbauershof                                               | Koordinaten fehlen! Hilf mit. |           |
|                | 34     | Obstbaumbestand am Vogtshof                                                      | Koordinaten fehlen! Hilf mit. |           |
|                | 35     | Obstbaumbestand im Krähenwinkel                                                  | Koordinaten fehlen! Hilf mit. |           |
|                | 37     | Gehölzstreifen am Hof Wiebach Nr. 7                                              | Koordinaten fehlen! Hilf mit. |           |
|                | 38     | Magergrünland mit Feldgehölz im Beketal                                          | Koordinaten fehlen! Hilf mit. |           |
|                | 39     | Obstbaumbestand an der Eggestraße                                                | Koordinaten fehlen! Hilf mit. |           |
|                | 40     | Magergrünland am Strang                                                          | Koordinaten fehlen! Hilf mit. |           |
|                | 41     | Hofeichenbestand am Lammershof                                                   | Koordinaten fehlen! Hilf mit. |           |
|                | 42     | Hofeichenbestand am Veddernhof                                                   | Koordinaten fehlen! Hilf mit. |           |
|                | 43     | Laubbaumgruppe und Obstbaumbestand am Brüsekenhof                                | Koordinaten fehlen! Hilf mit. |           |
|                | 44     | Hofeichenbestand am Volmershof                                                   | Koordinaten fehlen! Hilf mit. |           |
|                | 45     | Laubwäldchen am Schlengerbusch                                                   | Koordinaten fehlen! Hilf mit. |           |
|                | 46     | Hofeichenbestand am Glocken- und Eichenhof                                       | Koordinaten fehlen! Hilf mit. |           |
|                | 47     | Obstbaumbestand zwischen Römerstraße, Bohlenweg und Gunne                        | Koordinaten fehlen! Hilf mit. |           |
|                | 48     | Obstbaumbestand an der Scharmeder Straße                                         | Koordinaten fehlen! Hilf mit. |           |
|                | 49     | Lindenbaumgruppe mit Weißdornhecke an der Antoniusstraße                         | Koordinaten fehlen! Hilf mit. |           |
|                | 50     | Graureiher-Brutkolonie am Padersee                                               | Koordinaten fehlen! Hilf mit. |           |
|                | 51     | Baumgruppe am Stationsplatz                                                      | Koordinaten fehlen! Hilf mit. |           |
|                | 52     | Wäldchen im Piepenfeld                                                           | Koordinaten fehlen! Hilf mit. |           |
|                | 53     | Obstbaumbestand am Papenberg                                                     | Koordinaten fehlen! Hilf mit. |           |
|                | 54     | Halbtrockenrasen am Kaninchenberg                                                | Koordinaten fehlen! Hilf mit. |           |
|                | 55     | Obstbaumreihe östlich des Kaninchenberges                                        | Koordinaten fehlen! Hilf mit. |           |
|                | 56     | Baumreihen und Gehölzstreifen am Stadtweg                                        | Koordinaten fehlen! Hilf mit. |           |
|                | 57     | Laubwaldbestände am Helmsberg                                                    | Koordinaten fehlen! Hilf mit. |           |
|                | 58     | Obstbaumbestand, Obstbaumreihen und Gehölzstreifen im Ringelsbruch               | Koordinaten fehlen! Hilf mit. |           |
|                | 59     | Jothequellen mit Ufergehölzen und Hecke                                          | Koordinaten fehlen! Hilf mit. |           |
|                | 60     | Obstbaumreihe im Markacker                                                       | Koordinaten fehlen! Hilf mit. |           |
|                | 61     | Obstbaumbestand am Schmidtshof                                                   | Koordinaten fehlen! Hilf mit. |           |
|                | 62     | Obstbaumbestand und Obstbaumreihen am Hof Salzkottener Straße Nr. 28             | Koordinaten fehlen! Hilf mit. |           |
|                | 63     | Obstbaumbestand und Gehölzstreifen auf der Lieth                                 | Koordinaten fehlen! Hilf mit. |           |
|                | 64     | Gehölzstreifen südlich der Driburger Straße                                      | Koordinaten fehlen! Hilf mit. |           |
|                | 65     | Magergrünland im Goldgrund                                                       | Koordinaten fehlen! Hilf mit. |           |
|                | 66     | Gehölzstreifen im Holterfeld                                                     | Koordinaten fehlen! Hilf mit. |           |
|                | 67     | Feuchtgrünland mit Bachlauf, Gehölzstreifen und Obstbaumbestand am Hof Kluswiese | Koordinaten fehlen! Hilf mit. |           |
|                | 68     | Obstbaumbestand westlich von Wewer                                               | Koordinaten fehlen! Hilf mit. |           |
|                | 69     | Obstbaumbestand nördlich von Wewer                                               | Koordinaten fehlen! Hilf mit. |           |
|                | 72     | Feldgehölz zwischen Querweg und Husener Straße                                   | Koordinaten fehlen! Hilf mit. |           |
|                | 73     | Baumreihen und Gehölzstreifen am Haxterberg                                      | Koordinaten fehlen! Hilf mit. |           |
|                | 74     | Bergahornreihe westlich vom Flugplatz Paderborn-Haxterberg                       | Koordinaten fehlen! Hilf mit. |           |
|                | 75     | Obstbaumbestand und Gehölzstreifen am Hof Pohlweg Nr. 186                        | Koordinaten fehlen! Hilf mit. |           |
|                | 76     | Obstbaumbestand am Hof Husener Straße Nr. 200                                    | Koordinaten fehlen! Hilf mit. |           |
|                | 77     | Gehölzstreifen nordwestlich der Haxter Warte                                     | Koordinaten fehlen! Hilf mit. |           |
|                | 78     | Obstbaumbestand am Haxterhof                                                     | Koordinaten fehlen! Hilf mit. |           |
|                | 79     | Gehölzstreifen am Hühnerkamp                                                     | Koordinaten fehlen! Hilf mit. |           |
|                | 80     | Gehölzstreifen im Hohen Feld                                                     | Koordinaten fehlen! Hilf mit. |           |
|                | 81     | Eichenallee und Laubwäldchen im Talbruch                                         | Koordinaten fehlen! Hilf mit. |           |

Im Landschaftsplan „Sennelandschaft“ werden folgende Objekte angegeben:
| Bild           | Nummer | Bezeichnung                                                         | Lage                          | Bemerkung |
| -------------- | ------ | ------------------------------------------------------------------- | ----------------------------- | --------- |
|                | 53     | Lindenallee und Hecke in Dreihausen                                 | 51° 47′ 11″ N, 8° 40′ 57″ O   |           |
|                | 54     | Hecke in Dreihausen                                                 | Koordinaten fehlen! Hilf mit. |           |
|                | 55     | Rothebach                                                           | Koordinaten fehlen! Hilf mit. |           |
| weitere Bilder | 55a    | Güsenhofsee                                                         | 51° 47′ 18″ N, 8° 42′ 35″ O   |           |
| weitere Bilder | 56     | Beindelholz                                                         | 51° 46′ 45″ N, 8° 41′ 17″ O   |           |
|                | 56a    | Altensenner See                                                     | 51° 46′ 38″ N, 8° 41′ 54″ O   |           |
|                | 57     | Obstwiese am Heideweg                                               | Koordinaten fehlen! Hilf mit. |           |
|                | 58     | Hecke am Heideweg – West                                            | Koordinaten fehlen! Hilf mit. |           |
|                | 59     | Nadelwäldchen am Heideweg                                           | Koordinaten fehlen! Hilf mit. |           |
|                | 60     | Hecke am Heideweg – Ost                                             | Koordinaten fehlen! Hilf mit. |           |
|                | 61     | Eichenbaumgruppe am Heideweg                                        | Koordinaten fehlen! Hilf mit. |           |
|                | 62     | Boker Kanal                                                         | Koordinaten fehlen! Hilf mit. |           |
|                | 63     | Eichenbaumgruppen am Hof Klausheider Straße 71                      | Koordinaten fehlen! Hilf mit. |           |
|                | 64     | Birnbaumallee an der Klausheider Straße                             | Koordinaten fehlen! Hilf mit. |           |
|                | 65     | Laub-Nadel-Mischwäldchen an der Klausheider Straße                  | Koordinaten fehlen! Hilf mit. |           |
|                | 66     | Hofeichenbestand am Hof Sander-Bruch Straße Nr. 89                  | Koordinaten fehlen! Hilf mit. |           |
|                | 67     | Eichenwäldchen und Alteichengruppe an der Sander-Bruch-Straße       | Koordinaten fehlen! Hilf mit. |           |
|                | 68     | Hecke an der Sander Bruch Straße/Boker Kanal                        | Koordinaten fehlen! Hilf mit. |           |
|                | 69     | Eichenbaumreihe an der Sander-Bruch Straße                          | Koordinaten fehlen! Hilf mit. |           |
|                | 70     | Eichenbaumreihe am Gewerbegebiet Sander-Bruch-Straße                | Koordinaten fehlen! Hilf mit. |           |
|                | 71     | Hecke am Gewerbegebiet Sander-Bruch Straße                          | Koordinaten fehlen! Hilf mit. |           |
|                | 72     | Eichenbaumreihe am Hof Sander-Bruch Straße Nr. 130                  | Koordinaten fehlen! Hilf mit. |           |
|                | 74     | Laubwäldchen Vossbein                                               | Koordinaten fehlen! Hilf mit. |           |
|                | 75     | Düne mit Dünenwald und Hecke Vossbein                               | Koordinaten fehlen! Hilf mit. |           |
|                | 76     | Hofeichenwäldchen am Meerhof                                        | Koordinaten fehlen! Hilf mit. |           |
|                | 77     | Lindenbaumgruppe an der Ostenländer Straße                          | Koordinaten fehlen! Hilf mit. |           |
|                | 78     | Hofeichenwäldchen an der Sander-Bruch Straße in Sande               | Koordinaten fehlen! Hilf mit. |           |
|                | 79     | Wäldchen aus Eichen, Erlen und Eschen an der Sander-Bruch-Straße    | Koordinaten fehlen! Hilf mit. |           |
|                | 80     | Laubwäldchen im Dirksfeld                                           | Koordinaten fehlen! Hilf mit. |           |
|                | 81     | Hofeichen am Dirksmeier Hof                                         | Koordinaten fehlen! Hilf mit. |           |
|                | 82     | Eichenbaumgruppe am Hof Hermann-Löns Straße 181                     | Koordinaten fehlen! Hilf mit. |           |
|                | 83     | Baumgruppe und Obstwiese am Hof Wüseke, Hermann-Löns-Straße         | Koordinaten fehlen! Hilf mit. |           |
|                | 84     | Laub-Nadel-Mischwäldchen am Hof Wüseke, Hermann-Löns-Straße         | Koordinaten fehlen! Hilf mit. |           |
|                | 85     | Düne mit Dünenwäldchen an der Sennelager Straße                     | Koordinaten fehlen! Hilf mit. |           |
|                | 86     | Waldflächen am Stillen Winkel in Sennelager                         | Koordinaten fehlen! Hilf mit. |           |
|                | 87     | Thuneaue                                                            | Koordinaten fehlen! Hilf mit. |           |
|                | 88     | Grünfläche mit Baum- und Strauchgruppen an der Bielefelder Straße   | Koordinaten fehlen! Hilf mit. |           |
|                | 89     | Grünfläche mit Einzelbäumen und Mischwald an der Bielefelder Straße | Koordinaten fehlen! Hilf mit. |           |
|                | 90     | Hofeichenwäldchen an der Trakehner Straße/Ecke Hatzfelder Straße    | Koordinaten fehlen! Hilf mit. |           |
|                | 92     | Talkante der Lippeaue mit altem Baumbestand                         | Koordinaten fehlen! Hilf mit. |           |
|                | 93     | Relikt der Lippeaue                                                 | Koordinaten fehlen! Hilf mit. |           |
|                | 94     | Baumgruppen am Hof Hermann-Löns Straße 26                           | Koordinaten fehlen! Hilf mit. |           |
|                | 95     | Baumreihe entlang der Mastbruch- und Dietrichstraße                 | Koordinaten fehlen! Hilf mit. |           |
|                | 96     | Eichenbaumreihe am Ziethenweg                                       | Koordinaten fehlen! Hilf mit. |           |
|                | 97     | Wäldchen aus Laub- und Nadelbäumen am Westfalenweg                  | Koordinaten fehlen! Hilf mit. |           |